# ليندا إيستمان
ليندا إيستمان (بالإنجليزية: Linda Eastman)‏ هي أمينة مكتبة أمريكية، ولدت في 17 يوليو 1867 في أوبرلين في الولايات المتحدة، وتوفيت في 5 أبريل 1963 في كليفلاند هايتس في الولايات المتحدة.